# Пентація
Пентація (гіпер-5) — ітераційна операція тетрації; подібно до того як тетрація є операцією ітераційного піднесення до степеня. Застосовується для опису великих чисел.
Термін пентація, складається зі слів пента- (п'ять) та ітерація, був уперше застосований англійським математиком Рубеном Гудштейном в 1947 році.

## Нотація
Пентація може бути записана як гіпероператор {\displaystyle a[5]b}, або в нотації Кнута як {\displaystyle a\uparrow \uparrow \uparrow b} чи {\displaystyle a\uparrow ^{3}b}. А також у нотації Конвея як {\displaystyle a\rightarrow b\rightarrow 3}.

## Пентація як гіпероператор 5
Пентація є п'ятою по рахунку гіпероперацією.
1. додавання:
{\displaystyle a+n=a+\underbrace {1+1+\cdots +1} _{n}}
2. множення:
{\displaystyle a\times n=\underbrace {a+a+\cdots +a} _{n}}
3. піднесення до степеня:
{\displaystyle a^{n}=\underbrace {a\times a\times \cdots \times a} _{n}}
4. тетрація:
{\displaystyle {^{n}a}=\underbrace {a^{a^{\cdot ^{\cdot ^{a}}}}} _{n}}
5. пентація:
{\displaystyle {_{n}a}=\underbrace {^{^{^{^{a}\cdot }\cdot }a}a} _{n}}

Кожна наступна операція представлена як ітерація попередньої.

## Приклади
Результат пентації можна отримати з четвертого стовпця таблиці значень функції Акермана: якщо {\displaystyle A(n,m)} визначена рекурентно, як {\displaystyle A(m-1,A(m,n-1))} з початковими умовами {\displaystyle A(1,n)=an} та {\displaystyle A(m,1)=a}, тоді {\displaystyle a\uparrow \uparrow \uparrow b=A(4,b)}.
- {\displaystyle 1\uparrow ^{3}b=1}
- {\displaystyle a\uparrow ^{3}1=a}

Додатково можна визначити:
- {\displaystyle a\uparrow ^{3}0=1}
- {\displaystyle a\uparrow ^{3}-1=0}

Для невеликих натуральних чисел:
- {\displaystyle 2\uparrow ^{3}2={^{2}2}=2^{2}=4}
- {\displaystyle 2\uparrow ^{3}3={^{^{2}2}2}={^{4}2}=2^{2^{2^{2}}}=2^{2^{4}}=2^{16}=65,536}
- {\displaystyle 2\uparrow ^{3}4={^{^{^{2}2}2}2}={^{65,536}2}=2^{2^{2^{\cdot ^{\cdot ^{\cdot ^{2}}}}}}} (степенева вежа висотою 65,536 двійок) {\displaystyle \approx \exp _{10}^{65,533}(4.29508)}
- {\displaystyle 3\uparrow ^{3}2={^{3}3}=3^{3^{3}}=3^{27}=7,625,597,484,987}
- {\displaystyle 3\uparrow ^{3}3={^{^{3}3}3}={^{7,625,597,484,987}3}=3^{3^{3^{\cdot ^{\cdot ^{\cdot ^{3}}}}}}} (степенева вежа висотою 7,625,597,484,987 трійок) {\displaystyle \approx \exp _{10}^{7,625,597,484,986}(1.09902)}
- {\displaystyle 4\uparrow ^{3}2={^{4}4}=4^{4^{4^{4}}}=4^{4^{256}}\approx \exp _{10}^{3}(2.19)}
- {\displaystyle 5\uparrow ^{3}2={^{5}5}=5^{5^{5^{5^{5}}}}=5^{5^{5^{3125}}}\approx \exp _{10}^{4}(3.33928)}